# Fnac

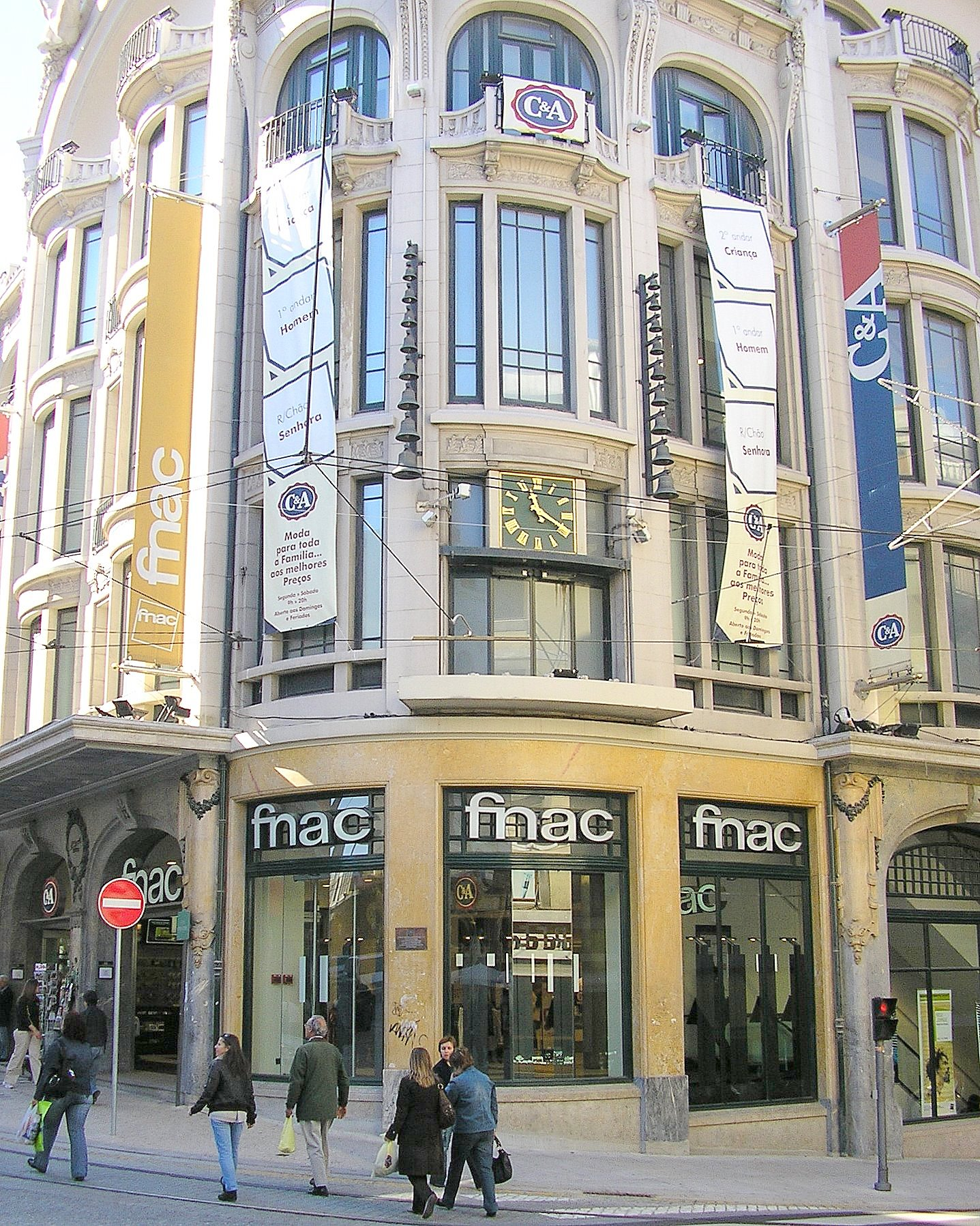
Fnac in Porto, Portugal.

Fnac is een Franse warenhuisketen voor boeken, cd's, dvd's, software en consumentenelektronica. De naam stond oorspronkelijk voor Fédération Nationale d'Achat des Cadres. Fnac maakte deel uit van de Franse distributiegroep Pinault-Printemps-Redoute (PPR). Medio 2013 kreeg Fnac een eigen beursnotering op Euronext in Parijs. 

## Geschiedenis
Het bedrijf werd in 1954 opgericht door André Essel en Max Théret, twee trotskisten. Eerst had het bedrijf geen eigen winkels; het verkocht huishoudapparaten, textiel- en sportartikelen aan leden tegen kortingen van 10 tot 25%. Later kwamen er boeken, platen en fotografie bij. In 1957 opende Fnac zijn eerste eigen winkel. In 1981 kwam Fnac naar België. De Belgische afdeling beheert ook de in 2019 geopende Fnac-winkel in Luxemburg. 
Er bestonden nog kleine Fnac Service-winkels waar men foto's en dia's kon laten ontwikkelen en accessoires kon aanschaffen. Wegens de steeds meer opkomende digitale fotografie draaiden de winkels minder goed. In België werd het laatste filiaal (het waren er in totaal 22) per 31 december 2005 gesloten. In Frankrijk werden de Fnac Service-winkels een jaar later gesloten.
In 1994 werd Fnac onderdeel van Pinault-Printemps-Redoute (PPR). In oktober 2013 werd het plan bekendgemaakt om Fnac naar de beurs te brengen. PPR, waarvan de naam begin 2013 is gewijzigd in Kering, wil zich volledig richten op luxe consumptiegoederen en hierbinnen past Fnac niet. Op 19 juni 2013 was de beursgang een feit, de aandelen werden geplaatst tegen een introductiekoers van 19 euro.
Fnac behaalde in 2014 een omzet van bijna 3,9 miljard euro met winkels actief met de verkoop van elektronica, huishoudtoestellen en boekenmateriaal. Het zwaartepunt van de activiteiten lag in Frankrijk, hier werd ongeveer 70% van de omzet gerealiseerd. Spanje en Portugal volgen met een aandeel van ongeveer 15% in de totale omzet. Grootaandeelhouder in het bedrijf was Artemis, met een belang van 39% per eind 2014.
Fnac nam in 2016 de Darty Groep over. Het bod van Fnac heeft een waarde van zo’n 719 miljoen euro. Fnac wil met de overname marktleider worden in de handel van elektronica, boekenmateriaal en huishoudtoestellen in Frankrijk. De Darty Groep, die behalve in Frankrijk ook actief is in België met Vanden Borre en in Nederland met BCC, realiseerde in 2015 een omzet van 3,5 miljard euro en is daarmee bijna net zo groot als Fnac. Na de overname werd de naam gewijzigd in Fnac Darty.
Eind 2024 is de Italiaanse elektronicaketen Unieuro overgenomen. Samen met zijn investeringspartner en meerderheidsaandeelhouder Daniel Kretinsky had het iets meer dan 90% van de aandelen van in handen en heeft een bod op de rest gedaan. De combinatie heeft een jaarlijkse omzet van meer dan tien miljard euro, met 1500 winkels en 30.000 medewerkers.

## Activiteiten
Fnac Darty is een grote winkelketen met entertainment- en vrijetijdsproducten, consumentenelektronica, huishoudelijke apparaten en
diensten. Met bijna 25.000 werknemers behaalde het bedrijf een omzet van bijna € 8 miljard. Per jaareinde 2023 had het iets meer dan 1000 winkels, zowel in eigendom als franchise. Hier werd drie kwart van de omzet gerealiseerd en de rest ging via websites. Europa is veruit de belangrijkste markt en er zijn drie regio's: Frankrijk en Zwitserland, België en Luxemburg en het Iberisch schiereiland. Het heeft verder 16 winkels in Afrika en het Midden-Oosten en 18 winkels in Franse overzeese departementen en gebieden. De helft van de omzet wordt behaald met de verkoop van consumenten elektronica en een vijfde met de verkoop van huishoudelijke apparaten (witgoed).

### Vestigingen
Anno 2019 zijn er Fnac-winkels in Frankrijk, Réunion, Andorra, België, Congo-Brazzaville, Ivoorkust, Kameroen, Luxemburg, Marokko, Martinique, Portugal, Qatar, Spanje, Tunesië, Zwitserland en Taiwan (in Taiwan onder de naam Fayaque).

## Prix du roman FNAC
Sinds 2002 kent de keten jaarlijks een literaire prijs toe, de Prix du roman FNAC.